# Capitella capitata
Capitella capitata är en ringmaskart som först beskrevs av Fabricius 1780.  Capitella capitata ingår i släktet Capitella och familjen Capitellidae. Arten är reproducerande i Sverige.

## Underarter
Arten delas in i följande underarter:
- C. c. japonica
- C. c. antarctica
- C. c. oculata
- C. c. ovincola
- C. c. tripartita
- C. c. floridana
- C. c. europaea